# Kiiking

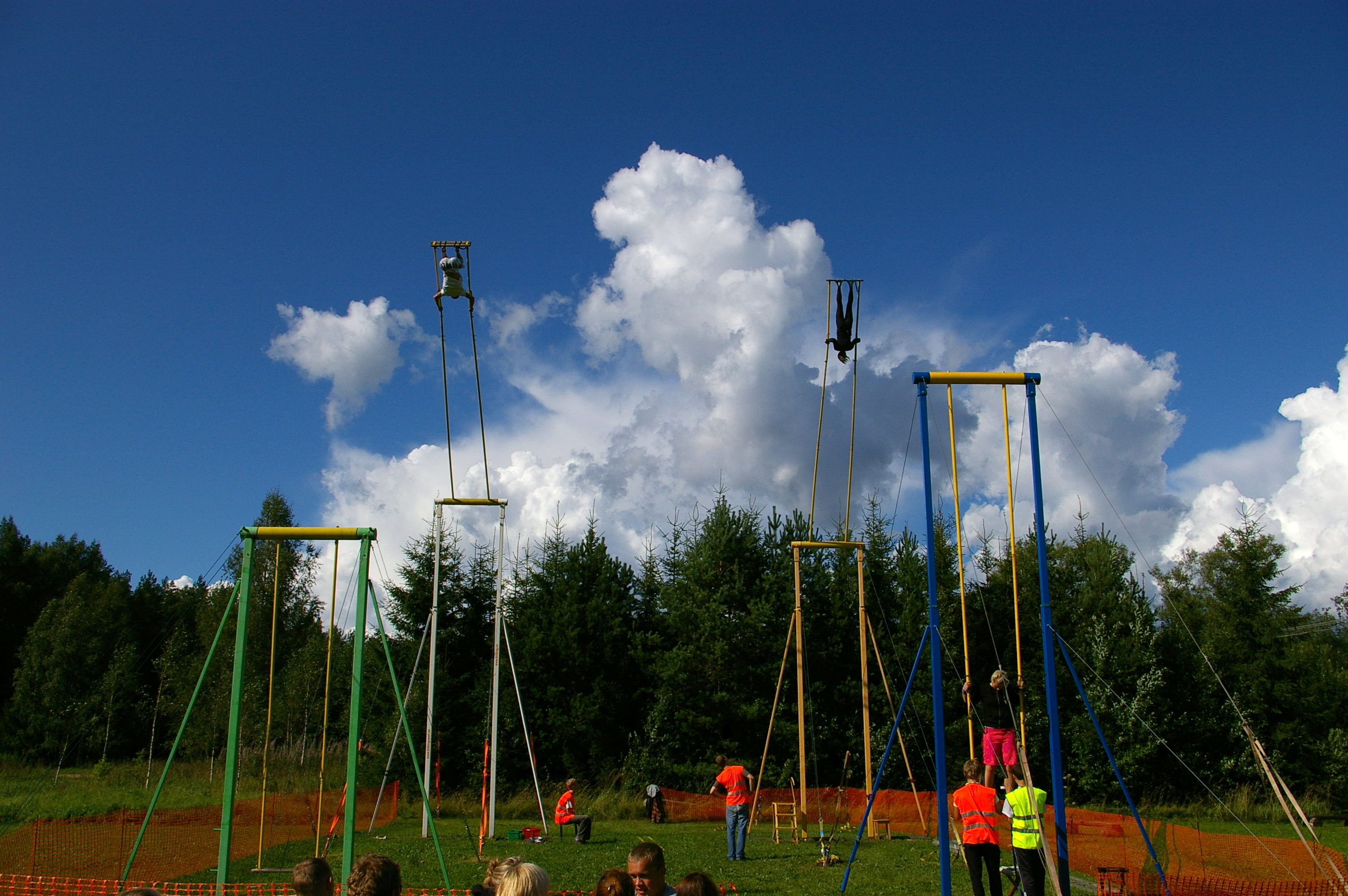
Kiiking

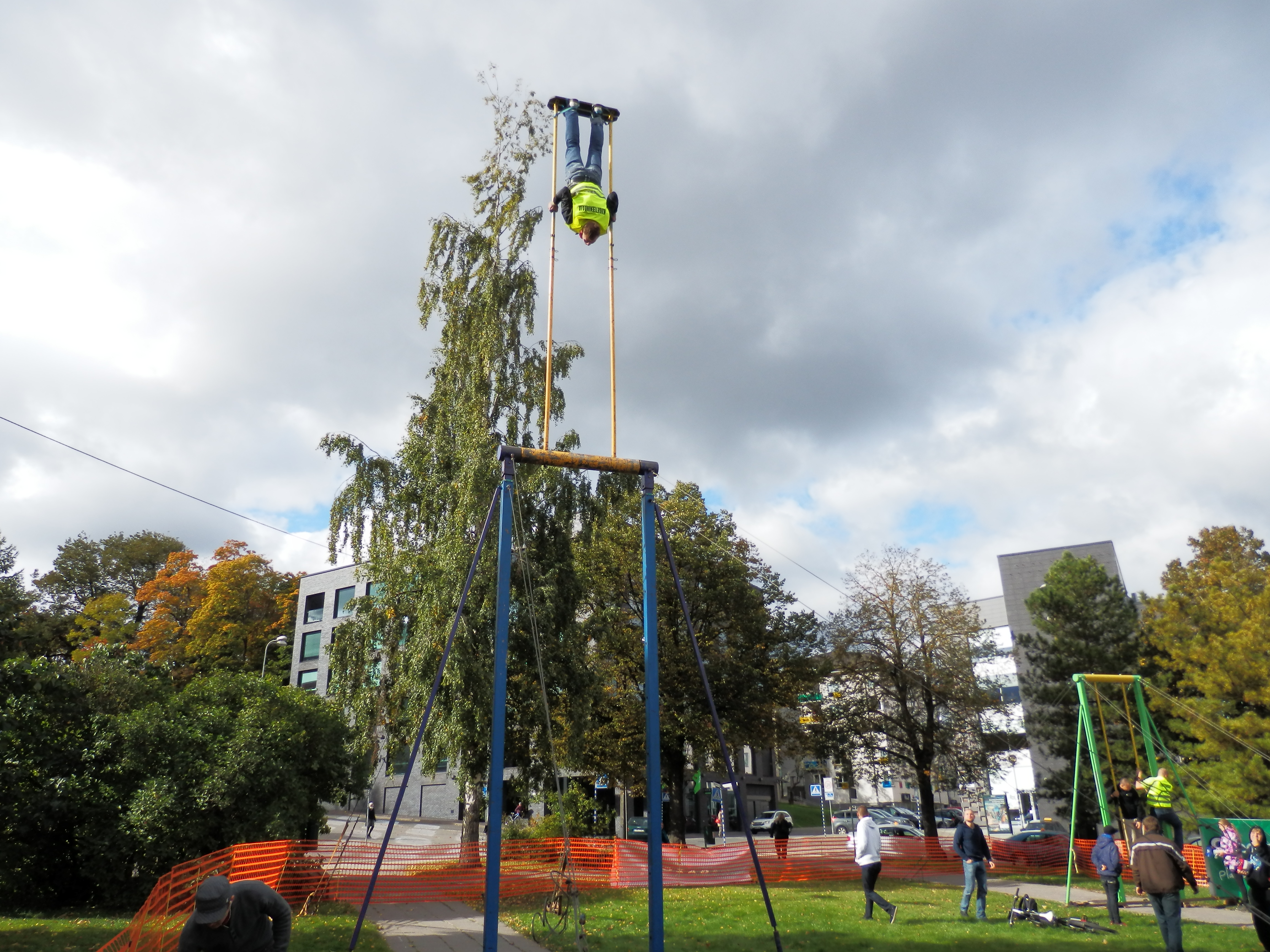
Kiiking

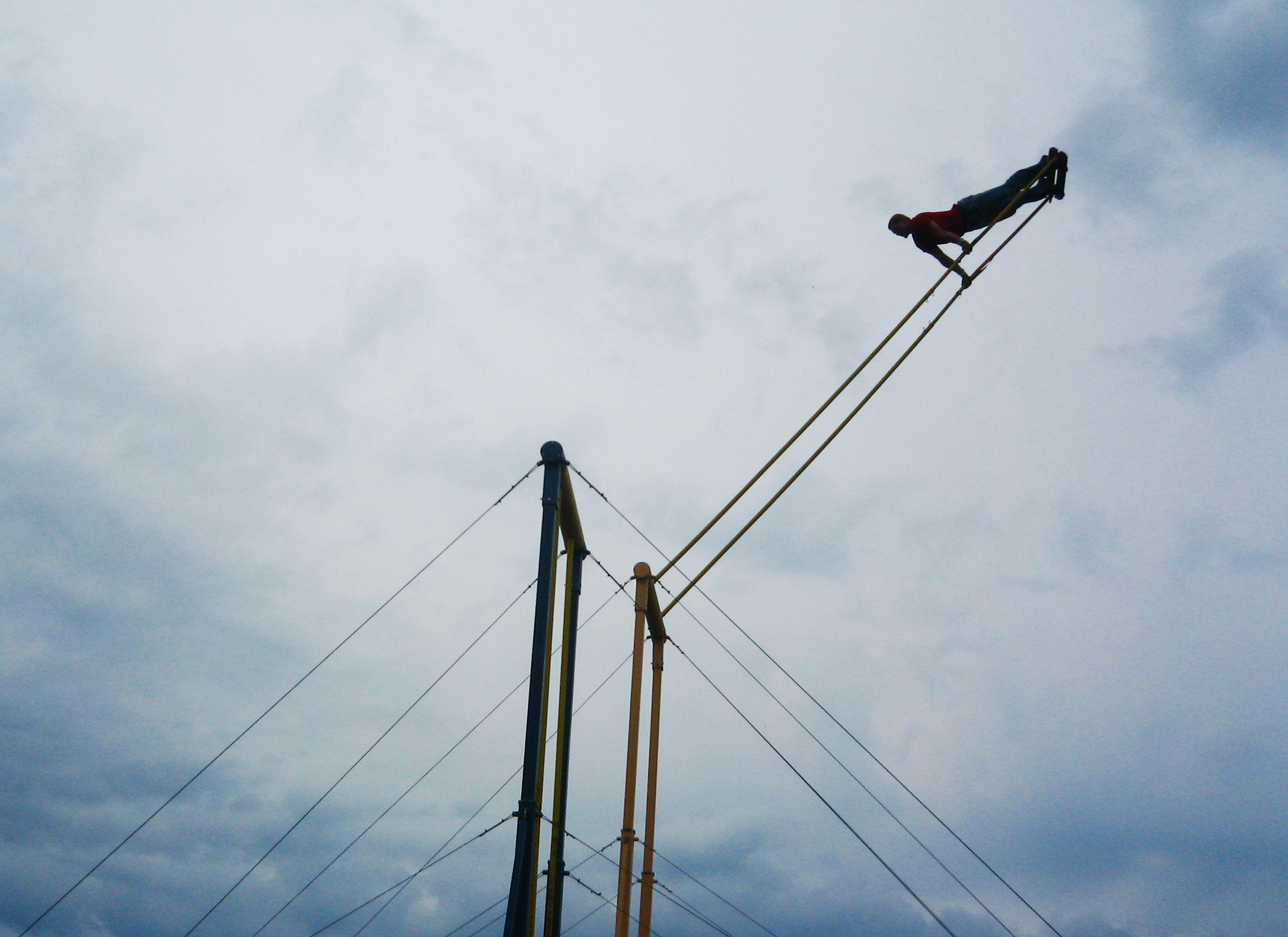

Kiiking är en sport som handlar om att gunga. Ordet kiik betyder just gunga.

## Kiikinggungning
En kiikinggungas armar är gjorda av stål, vilket möjliggör gungningar i 360 grader. Personen som gungar har sina fötter fastspända så att personen inte faller. Ju längre armarna på gungan är, desto svårare är det att göra ett 360-graders-varv, dvs göra en loop. Ado Kosk innehar ett patent som möjliggör att förlänga gungans ställning och armar.

## Kiikingtävling
Kiikingsporten uppfanns i Estland runt år 1996. Skaparen var Ado Kosk. Sporten går ut på att lyckas göra 360 graders varv på gunga men så långa gungarmar som möjligt. Det nuvarande rekordet ligger på längden av 7 meter och 2 cm och innehas av Andrus Aasamäe.

### Hemsidor
- Kiiking
- Kiiking hos www.thecheers.org

### Media
- Kiiking
- Most 360 revolutions on a kiiking swing in one minute på Youtube
- Andrus Aasamäe presenting kiikingsport